# Besatzung Bravo
Besatzung Bravo ist eine PR-Webserie, welche seit dem 16. November 2020 von der Bundeswehr auf ihrem YouTube-Kanal „Bundeswehr Exclusive“ veröffentlicht wurde. Von Montag bis Donnerstag wurde jeweils gegen 17:00 eine neue Folge veröffentlicht. Am Wochenende folgten Specials, in denen einzelne Themenbereiche genauer beleuchtet wurden.

## Handlung
Die Serie Besatzung Bravo zeigt das Leben der Besatzung an Bord der Fregatte Baden-Württemberg. Dazu zählen die Crew, Marineflieger aus Nordholz sowie Teile des Seebataillons aus Eckernförde.

## Unterschiede zu Vorgängern
Im Vergleich zu vorherigen Serien wie zum Beispiel Die Rekruten steht bei Besatzung Bravo die Community mit im Fokus. So wurde bereits der Titelsong durch die Community produziert, indem eine Melodie vorgegeben wurde, welche jeder nachsummen und eine Audioaufnahme einsenden konnte. Diese Aufnahmen wurden dann übereinander gelegt. Ziel des ganzen war ein „stimmgewaltiger Shanty-Chor, der den Titeltrack zur ‚Besatzung Bravo‘ unverkennbar und einmalig macht“.
Auch das Plakat, mit welchem die Serie beworben wird, stammt aus der Community und wurde per Abstimmung ausgewählt.